# (128622) Rudis
(128622) Rudis es un asteroide perteneciente al cinturón de asteroides, descubierto el 4 de septiembre de 2004 por el equipo del Proyecto KLENOT desde el Observatorio Kleť, České Budějovice, República Checa.

## Designación y nombre
Designado provisionalmente como 2004 RU. Llamado así por Viktor Rudiš (n. 1927), arquitecto checo, es conocido por la zona residencial de Lesná en Brno y por el pabellón de la Expo Osaka de 1970. Su hijo Martin (n. 1955) se encargó de la reconstrucción del Observatorio y Planetario de Brno.

## Características orbitales
Rudis está situado a una distancia media del Sol de 3,049 ua, pudiendo alejarse hasta 3,289 ua y acercarse hasta 2,809 ua. Su excentricidad es 0,079 y la inclinación orbital 0,528 grados. Emplea 1945,00 días en completar una órbita alrededor del Sol.

## Características físicas
La magnitud absoluta de Rudis es 15,88. 